# Пензулаев, Таджуддин Махмудович
Таджуддин Махмудович Пензулаев (кум. Тажуддин Магьмудны уланы; (?), Аксай, Терская область — 1936, Москва) — горский общественный деятель, министр юстиции и главный прокурор правительства Горской республики и один из разработчиков её конституции, соавтор М. А. Булгакова.

## Биография
По национальности — кумык. Дворянин Хасав-Юртовского округа Терской области. Приходился внуком генералу-майору Алибеку Пензулаеву и братом Мухидину Пензулаеву.
Выпускник юридического факультета Императорского Санкт-Петербургского университета. Помощник присяжного поверенного во Владикавказе. В марте 1917 года стал одним из инициаторов создания Временного Центрального Комитета объединённых горцев, его член. Являлся одним из разработчиков Конституции Союза горцев Кавказа.
20 мая 1917 избран членом Терского областного исполкома. В октябре — член следственной комиссии ЦК Союза объединённых горцев по расследованию провокации в Назрановском округе Терской области. С ноября — член Горского правительства. В 1918—1919 годах занимал пост министра юстиции и главного прокурора в правительстве Горской Республики.
15 января 1919 года на Всеобщим съезде представителей Дагестана в городе Темир-хан-Шура делегатом был от Хасаюртовского округа. Избран в первый парламент Горской республики, открытие которого состоялось 20 января 1919. В мае 1919 года (возможно, лишь на одно заседание) был заместителем председателя Союзного Совета (парламента) перед его самороспуском.
После занятия Северного Кавказа белогвардейцами Пензулаев вместе с председателем правительства Пшемахо Коцевым был арестован деникинцами. Но после ходатайства деникинского правителя Осетии генерала Якова Хабаева генералам В. П. Ляхову и Н. Н. Баратову арестованные были отпущены.
После установления советской власти остался жить во Владикавказе. В 1921 году стал соавтором пьесы М. Булгакова «Сыновья муллы». Премьера прошла 15 мая 1921 года во Владикавказе, была поставлена местной ингушской труппой. Позднее эта труппа большим успехом объехала многие города Северного Кавказа с этим спектаклем. Переведена Б. И. Тотровым на осетинский, опубликована в 1930 году в журнале «Фидиуаг» (Владикавказ) № 4, без упоминания фамилии Пензулаева. Сам Булгаков уже в Москве уничтожил свой экземпляр пьесы, однако в 1960 году в Грозном обнаружен суфлерский экземпляр на русском языке тоже только под фамилией Булгакова. Первая жена писателя Т. Н. Лаппа сообщает, что Булгаков в течение недели ходил писать пьесу к их соседям Пензулаевым. Булгаков признавался, что «Сыновья муллы» писали втроем: «Я, помощник поверенного и голодуха». Гонорар был поделен поровну, на вырученные деньги от постановки Булгаков смог 26 мая выехать через Баку в Тифлис.
История написания «Сыновей муллы» запечатлена в рассказах «Записки на манжетах» и в рассказе «Богема». В нём «помощник присяжного поверенного» назван по имени — Гензулаев. В одном из первых вариантов «Мастера и Маргариты» прообраз директора Театра Варьете Степы Лиходеева назван Гарася Педулаев. И нечистая сила перебрасывает его не в Ялту, а во Владикавказ.
По одним сведениям переехал в Москву, скрываясь от репрессий. Репрессирован около 1937 года. По другим — умер в Москве в 1936 году.

## Семья
- Жена — Татьяна Павловна Аксакова, русская дворянка[2], по другим сведениям, видимо, ошибочным, женой была Айзанат Аджаматова[6].
  - Сын — Измаил Тажуддинович Пензулаев[2] (7.11.1910—после 1985[8]), подполковник, прошёл Великую Отечественную войну[9].

## Комментарии
1. ↑  Имя и фамилия имеют множество различных написаний: Тажуддин[2], Тажудин[3], Тажутдин[4] и Пензуллаев[5] и даже Пейзулаев[1] (последняя версия, возможно, — ошибочное распознавание печатного текста).
2. ↑  Весьма распространена версия, что помощник присяжного поверенного, соавтор Булгакова Таджуддин Пензулаев приходился сыном Алибеку Пензулаеву[6]. Возможно, это связано  повторением имен в двух поколениях семьи Пензулаевых. Здесь мы придерживаемся версии, изложенной в книге: Об Ингушетии и ингушах. Сборник документов и материалов. XIX – начало XXI вв. Ростов-на-Дону 2020 г. С. 215 .
3. ↑  Однако в ГА РФ в Фонде "Надзорные производства по конкретным делам, рассмотренным на Пленуме Верховного Суда СССР" хранится Дело Пензулаева Тажудина Махмудовича, 1959 года. (Государственный архив Российской Федерации. Фонд № Р-9474. Опись № 1А. Единица № 20548.[3]). То есть в 1959 рассматривался вопрос о его реабилитации или состоялась реабилитация. В базах реабилитированных имя Т. М. Пензулаева отсутствует.